# تیرایوس دوم

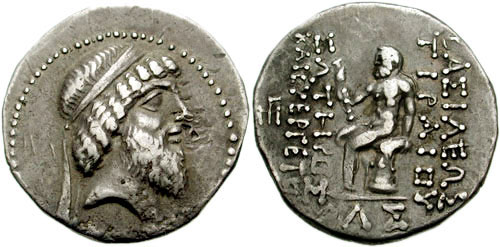
سکه تیرایوس دوم.

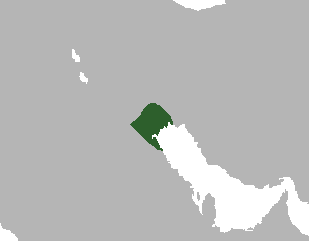
قلمرو سرزمین خاراسن در ۵۱ پ. م

تیرایوس دوم از ۷۹/۷۸ پ. م تا ۴۹/۴۸ پ. م پادشاه خاراسن، از حکومت‌های دست‌نشانده اشکانیان بود.
مانند بسیاری از پادشاهان خاراسن، او را فقط از منابع سکه‌شناسی می‌شناسند، از او سکه‌های نقره و برنزی یافت شده‌است. 
لوسیان نیز از او نام برده‌است، که در مورد او می‌گوید که تا ۹۲ سالگی زندگی کرده‌است.
سکه‌های ضرب شده او نشان می‌دهد که او فرهنگ یونانی را پذیرفته بود. او اولین پادشاه خاراسن بود که خود را سوتر نامید.